# Grimoald I. Beneventski
Grimoald I. Beneventski je bil vojvoda Beneventa (651–662) in kralj Langobardov (662–671), * okoli 610, † 671.
Bil je sin vojvode Gisulfa II. Furlanskega in bavarske princese Romilde, hčerke bavarskega vojvode Garibalda. Po materini strani je bil zato povezan z vladajočo bavarsko dinastijo. 
Grimoalda in njegovega brata Radoalda  je posvojil vojvoda Arehis I. Beneventski, zato je lahko nasledil Arehisovega sina Ajulfa in leta 651 njegovega naslednika in svojega brata Radoalda. Bil je arijanec. Leta 662 ga je njegov suveren, arijanski kralj Godepert poklical v Pavio, da bi mu pomagal v borbi proti njegovemu katoliškemu bratu in rivalu Perktaritu. Grimoald je izkoristil priložnost  in zahrbtno ubil Godeperta, prevzel oblast in izgnal Perktarita.
Grimoald se je izkazal kot uspešen vojskovodja. Vojskoval se je z bizantinskim cesarjem Konstansom II. in izkoristil upor generala Mezezija na Siciliji za osvojitev Brindisija, Taranta in Forlija. V Furlaniji je za svojega namestnika imenoval vojvodo Lupa Furlanskega. Ko se je Lup uprl, se je Grimoald povezal z Avari in ga porazil. Furlanija je bila med vojno povsem opustošena. Kasneje je porazil tudi Lupovega sina Arnefrida in za svojega namestnika v Furlaniji imenoval  Vehtarija, znanega po sovraštvu do Avarov in Slovanov. 
Grimoald je porazil tudi Franke pod kraljem Klotarjem III., ki je poskušal na langobardski prestol postaviti Pektarita.
Kmalu po Grimoaldovi smrti leta 761 so Pektarit in njegovi pristaši strmoglavili Grimoaldovega  mladoletnega sina Romoalda I. in prevzeli oblast v kraljestvu.

## Vira
- H.M. Gwatkin, J.P. Whitney (urednika). The Cambridge Medieval History: Volume II—The Rise of the Saracens and the Foundations of the Western Empire. Cambridge University Press, 1926.
- Charles Oman. The Dark Ages 476-918. London, 1914.

| Grimoald I. Beneventski Rojen: okoli 610 Umrl: 671 |                           |                       |
| Vladarski nazivi                                   |                           |                       |
| Predhodnik: Radoald                                | Vojvoda Beneventa 651–662 | Naslednik: Romoald I. |
| Predhodnik: Godepert                               | Kralj Langobardov 662–671 | Naslednik: Garibald   |
| Predhodnik: Perktarit                              | Kralj Langobardov 662–671 | Naslednik: Garibald   |